# العلاقات المغربية الكوبية
العلاقات المغربية الكوبية هي العلاقات الثنائية التي تجمع بين المغرب وكوبا.

## تاريخ
في 6 يوليوز 2020: عين الملك محمد السادس، سفيراً جديداً في كوبا وهو هشام العلوي.

## مقارنة بين البلدين
هذه مقارنة عامة ومرجعية للدولتين:
| وجه المقارنة                                              | المغرب                                 | كوبا                              |
| --------------------------------------------------------- | -------------------------------------- | --------------------------------- |
| المساحة (كم2)                                             | 710.85 ألف                             | 109.88 ألف                        |
| عدد السكان (نسمة)                                         | 36.07 مليون                            | 11.48 مليون                       |
| الكثافة السكانية (ن./كم²)                                 | 50.74                                  | 104.48                            |
| العاصمة                                                   | الرباط                                 | هافانا                            |
| اللغة الرسمية                                             | اللغة العربية، أمازيغية معيارية مغربية | اللغة الإسبانية                   |
| العملة                                                    | درهم مغربي                             | بيزو كوبي، بيزو كوبي قابل للتحويل |
| الناتج المحلي الإجمالي (بليون دولار)                      | 109.14 مليار                           | 87.13 مليار                       |
| الناتج المحلي الإجمالي (تعادل القوة الشرائية) بليون دولار | 274.06 مليار                           |                                   |
| الناتج المحلي الإجمالي الاسمي للفرد دولار أمريكي          | 2.88 ألف                               |                                   |
| الناتج المحلي الإجمالي للفرد دولار أمريكي                 | 7.49 ألف                               |                                   |
| مؤشر التنمية البشرية                                      | 0.628                                  | 0.769                             |
| رمز المكالمات الدولي                                      | +212                                   | +53                               |
| رمز الإنترنت                                              | .ma                                    | .cu                               |
| المنطقة الزمنية                                           | ت ع م+01:00                            | 00                                |

## منظمات دولية مشتركة
يشترك البلدان في عضوية مجموعة من المنظمات الدولية، منها:
| علم المنظمة | اسم المنظمة                   | تاريخ انضمام المغرب | تاريخ انضمام كوبا |
| ----------- | ----------------------------- | ------------------- | ----------------- |
|             | يونسكو                        | 7 نوفمبر 1956       | 29 أغسطس 1947     |
|             | منظمة حظر الأسلحة الكيميائية  | ?                   | ?                 |
|             | منظمة التجارة العالمية        | 1995                | ?                 |
|             | الاتحاد البريدي العالمي       | ?                   | ?                 |
|             | منظمة الشرطة الجنائية الدولية | ?                   | ?                 |
|             | الأمم المتحدة                 | 12 نوفمبر 1956      | 24 أكتوبر 1945    |
|             | الاتحاد الدولي للاتصالات      | 1 نوفمبر 1956       | 16 يناير 1918     |
|             | المنظمة الهيدروغرافية الدولية | ?                   | ?                 |

## وصلات خارجية
- موقع وزارة الخارجية المغربية
- موقع وزارة الخارجية الكوبية